# Taccjana Karatkevič
Taccjana Mikalaeŭna Karatkevič (in bielorusso Таццяна Мікалаеўна Караткевіч?) (Minsk, 8 marzo 1977) è una politica bielorussa membro del Partito Socialdemocratico Bielorusso (Assemblea) e della campagna civile Dì la verità!.
È stata candidata presidente della Bielorussia alle elezioni presidenziali del 2015.